# Grb Švicarske
Grb Švicarske prikazuje isti bijeli (argent) jednokraki križ kao i zastava Švicarske, na crvenom (gules) štitu u središnjem dijelu (fess point). Križ na crvenoj podlozi motiv je sa zastave prakantona Schwyza, a samo podrijetlo više je predmet legendi. Sam izgled štita varira, ali ovo je službena verzija predviđena federalnom rezolucijom.
Motiv švicarskog grba postao je širom svijeta poznat zahvaljujući švicarskim proizvodima, poput švicarskog noža.